# Shigeru Morioka
Shigeru Morioka (森岡 茂,, Morioka Shigeru) est un footballeur japonais né le 12 août 1973.